# Hatgachha
Hatgachha là một thị trấn thống kê (census town) của quận Haora thuộc bang Tây Bengal, Ấn Độ.

## Nhân khẩu
Theo điều tra dân số năm 2001 của Ấn Độ, Hatgachha có dân số 5560 người. Phái nam chiếm 53% tổng số dân và phái nữ chiếm 47%. Hatgachha có tỷ lệ 80% biết đọc biết viết, cao hơn tỷ lệ trung bình toàn quốc là 59,5%: tỷ lệ cho phái nam là 84%, và tỷ lệ cho phái nữ là 75%. Tại Hatgachha, 9% dân số nhỏ hơn 6 tuổi.